# Maino Neri
Maino Neri (pronunciación en italiano: /ˈmaino ˈneːri/; Carpi, Italia, 30 de junio de 1924-Módena, Italia, 8 de diciembre de 1995) fue un jugador y entrenador de fútbol italiano. En su etapa como jugador profesional se desempeñaba como centrocampista.

## Selección nacional
Fue internacional con la selección de fútbol de Italia en 8 ocasiones. Participó en los Juegos Olímpicos de 1948 y 1952, y en la Copa del Mundo de 1954.

### Participaciones en Copas del Mundo
| Mundial                        | Sede  | Resultado      | Partidos | Goles |
| ------------------------------ | ----- | -------------- | -------- | ----- |
| Copa Mundial de Fútbol de 1954 | Suiza | Fase de grupos | 2        | 0     |

### Participaciones en Juegos Olímpicos
| Olimpiada                         | Sede        | Resultado        | Partidos | Goles |
| --------------------------------- | ----------- | ---------------- | -------- | ----- |
| Juegos Olímpicos de Londres 1948  | Reino Unido | Cuartos de final | 2        | 0     |
| Juegos Olímpicos de Helsinki 1952 | Finlandia   | Octavos de final | 2        | 0     |

## Clubes

### Como jugador
| Club    | País   | Año       |
| ------- | ------ | --------- |
| Modena  | Italia | 1941-1951 |
| Inter   | Italia | 1951-1955 |
| Brescia | Italia | 1955-1958 |

### Como entrenador
| Club              | País   | Año       |
| ----------------- | ------ | --------- |
| Inter (juvenil)   | Italia | 1959-1960 |
| Inter (asistente) | Italia | 1960-1964 |
| Modena            | Italia | 1964-1966 |
| Lazio             | Italia | 1966-1967 |
| Inter (asistente) | Italia | 1967-1969 |
| Inter (interino)  | Italia | 1969      |
| Como              | Italia | 1969-1971 |
| Reggina           | Italia | 1971-1972 |
| Lecce             | Italia | 1972-1973 |

## Palmarés

### Como jugador

#### Campeonatos nacionales
| Título  | Club   | País   | Año  |
| ------- | ------ | ------ | ---- |
| Serie B | Modena | Italia | 1943 |
| Serie A | Inter  | Italia | 1953 |
| Serie A | Inter  | Italia | 1954 |

### Como segundo entrenador

#### Campeonatos nacionales
| Título  | Club  | País   | Año  |
| ------- | ----- | ------ | ---- |
| Serie A | Inter | Italia | 1963 |

#### Copas internacionales
| Título                      | Club  | Sede            | Año  |
| --------------------------- | ----- | --------------- | ---- |
| Copa de Campeones de Europa | Inter | Viena (Austria) | 1964 |